# The Legacy Tour 2022
The Legacy Tour 2022 es un álbum doble en vivo del grupo de rock progresivo inglés Renaissance, publicado en agosto del 2023.
Lanzado por lanzado por motivo del cumpleaños 75 de Annie Haslam, el concierto se grabó el 21 de octubre del 2012, en el Keswick Theatre de Glenside, Pensilvania en Estados Unidos. La agrupación se hizo acompañar de la Renaissance Chamber Orchestra y se tocaron temas clásicos de la banda y de la carrera solista de Haslam.

## Lista de canciones
Disco 1
1. «Carpet of the Sun» (3:43)
2. «Black Flame» (6:39)
3. «The Sisters» (6:39)
4. «Ananda» (4:26)
5. «The Captive Heart» (4:46)
6. «Symphony of Light» (13:08)
Disco 2
7. «Blessing in Disguise» (3:42)
8. «Celestine» (4:41)
9. «Reaching Out» (3:57)
10. «The Angels Cry» (4:33)
11. «Day of the Dreamer» (10:07)
12. Running Hard» (10:26)

## Integrantes
- Annie Haslam - voz principal
- Mark Lambert - guitarra, coros
- Rave Tesar - teclados
- Geoffrey Langley - teclados, coros
- Leo Traversa - bajo, coros
- Frank Pagano - batería, percusiones, coros

Músicos invitados
- Renaissance Chamber Orchestra